# 22623 Fisico
22623 Fisico è un asteroide della fascia principale. Scoperto nel 1998, presenta un'orbita caratterizzata da un semiasse maggiore pari a 2,3395531 UA e da un'eccentricità di 0,1334852, inclinata di 4,90471° rispetto all'eclittica.